# Monts Katoun
Les monts Katoun (Катунский хребет) forment un massif montagneux du centre de l'Altaï en république de l'Altaï (Russie) qui s'étend sur une longueur de 150 kilomètres. Son sommet le plus élevé est le mont Béloukha qui culmine à 4 506 mètres d'altitude.

## Géographie

### Situation, topographie

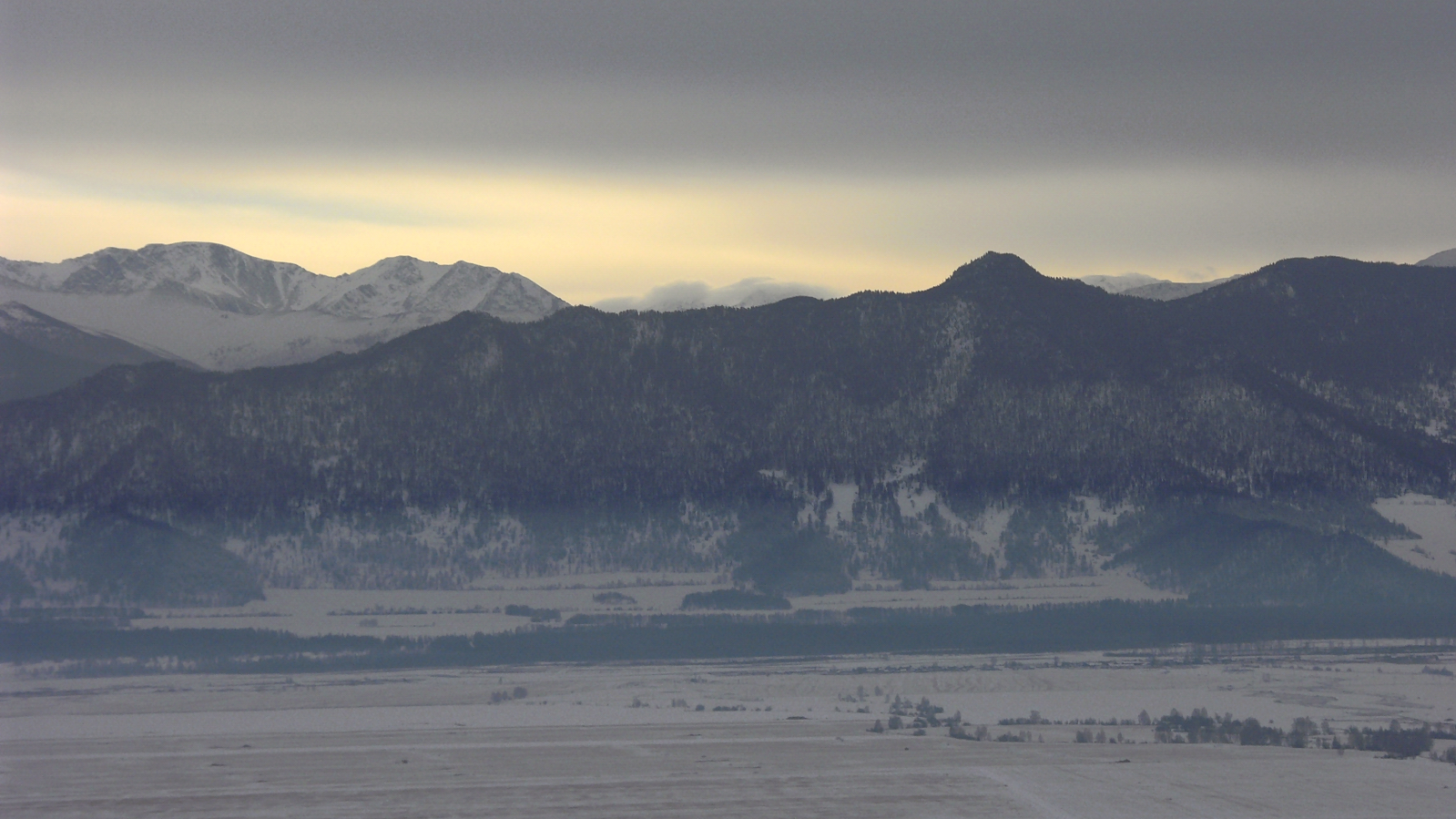
Vue des monts Katoun à partir du village de Moulta

Les monts Katoun sont délimités au nord par la steppe d'Ouïmon (traversée par la rivière Katoun) qui les sépare des monts de la Terekta. Ils possèdent un relief alpin de hautes montagnes. Le mont Béloukha, par ailleurs point culminant de l'ensemble de l'Altaï, est le plus élevé. La Couronne de l'Altaï s'élève à 4 172 mètres d'altitude.

### Hydrographie
On trouve 286 glaciers dans le massif pour une superficie totale de 279 km2. Le glacier Gebler, nommé d'après le géographe Friedrich August von Gebler (1781-1850), est le glacier le plus important du mont Béloukha : sa superficie est de 8,5 km2.

### Climat
La station météorologique de Kara-Tiourek, qui est la plus haute de Russie et qui a été inaugurée en 1939, se trouve à 2 596 mètres d'altitude dans le parc naturel de Beloukha. Elle relève des températures moyennes maximales de 18 °C l'été et de −30 °C l'hiver. Le vent peut souffler à 40 m/s.

### Géologie

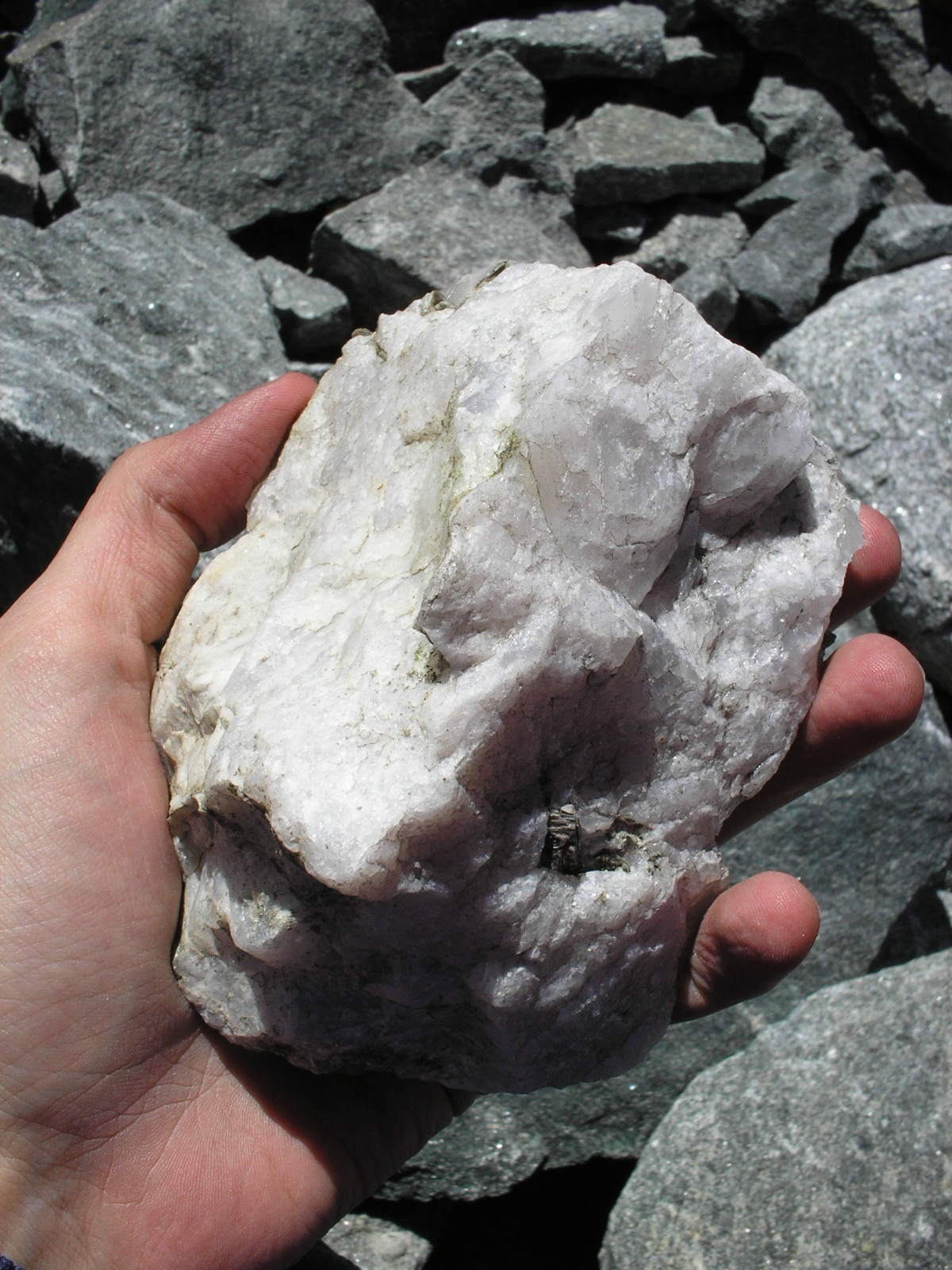
Quartz trouvé aux monts Katoun

Le massif est formé de roches métamorphiques et de granites.

### Faune et flore
Les mélèzes et les pins de Sibérie poussent jusqu'à 2 000 mètres d'altitude ; au-delà, ce sont les alpages et la toundra alpine qui dominent. Une partie du massif appartient à la réserve naturelle de Katoun.

## Histoire
Les monts Katoun ont été explorés dans les années 1830 par Friedrich August von Gebler ce qui a eu pour résultat la publication de son Exposé sur les monts Katoun et son point culminant de Béloukha dans l'Altaï russe en 1836.